# Òptica de Fourier

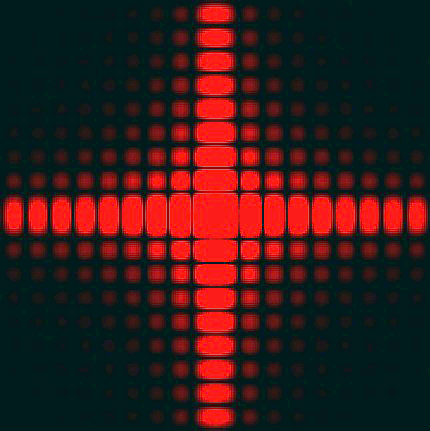
Figura de difracció de Fraunhofer obtinguda amb una obertura quadrada.

L'òptica de Fourier és una branca de la teoria òptica ondulatòria, basada en els descobriments del físic i matemàtic francès Joseph Fourier, concretament en la Transformada de Fourier. És una de les tres principals aproximacions a l'estudi de l'òptica, sent les altres la integral de difracció i l'òptica geomètrica. És vàlida en l'àmbit de l'òptica lineal, això és, sempre que considerem lineals els sistemes estudiats.
Bàsicament considera un feix de llum en un pla de l'espai com una distribució de llum, però també com una distribució de llum sobre el pla transformat de Fourier, on cada punt correspon no a un lloc en l'espai sinó a una freqüència espacial. D'aquesta manera les freqüències espacials caracteritzen la variació de distribució de la llum sobre la superfície i agafen el valor del nombre d'ones.
El principal avantatge d'aquest enfocament és l'equivalència entre les operacions de transferència d'un sistema en el domini de l'espai o en el de les freqüències espacials. La convergència d'ambdues funcions (la de distribució de la llum i la de transferència del sistema) en el domini de l'espai resulta en un simple producte de les transformades de Fourier el domini de les freqüències espacials.
D'aquesta manera, obtenint la funció de transferència i la corresponent transformada de Fourier per a cada sistema òptic se simplifica enormement el problema de la propagació de la llum en l'espai, obtenint així una important eina per a el tractament espacial de situacions complexes aprofitant tot el desenrotllament de la teoria de la transformada de Fourier en altres àmbits de la ciència.
La seva aplicació més directa és el filtratge espacial d'imatges, on mitjançant operacions senzilles sobre el pla transformat (on apareix la transformada de Fourier de distribució de la llum i que es pot obtenir físicament per exemple amb una lent) permet manipular la llum, per exemple suprimint les freqüències especials del pla transformat per obtenir modificacions sobre la imatge. Si se suprimeix per exemple la freqüència zero, que apareix en el centre del pla transformat s'elimina la llum del fons, mentre que si s'eliminen les freqüències altes es suavitzen les formes dels objectes.
Això té aplicacions en tots els àmbits on s'omplen en feixos de llum, especialment llum làser: comunicacions òptiques, holografia i computació òptica, i fins i tot simulant els fenòmens òptics es pot fer servir per al tractament informàtic de les imatges.